# Stanisław Sołtykiewicz
Stanisław Sołtykiewicz (ur. 7 stycznia 1897, zm. 25 marca 1955 w Londynie) – rotmistrz Wojska Polskiego i Polskich Sił Zbrojnych, uczestnik wojny polsko-bolszewickiej oraz II wojny światowej, kawaler Orderu Virtuti Militari.

## Życiorys
Od 1919 do 1920 roku uczestniczył w wojnie polsko-bolszewickiej na froncie litewsko-białoruskim w składzie 211 pułku ułanów, przemianowanym w styczniu 1921 roku na 23 pułk Ułanów Grodzieńskich. W międzyczasie ukończył kurs podchorążych kawalerii. 1 grudnia 1921 roku został promowany na stopień podporucznika kawalerii.
Po zakończeniu działań wojennych nadal służył w szeregach 23 pułku ułanów. 1 grudnia 1923 roku został awansowany do stopnia porucznika kawalerii. Ukończył kurs dla dowódców szwadronów w Centrum Wyszkolenia Kawalerii w Grudziądzu. Po 1932 roku przeniesiony do 2 Pułku Ułanów Grochowskich im. Generała Józefa Dwernickiego. 1 stycznia 1936 roku został awansowany do stopnia rotmistrza. Do lata 1939 był dowódcą szwadronu gospodarczego 2 pułku ułanów.
Podczas kampanii wrześniowej 1939 dowodził 1 szwadronem 2 pułku ułanów. Walki z wrogiem prowadził na szlaku bojowym pułku. Po walkach pod Zambrowem jego szwadron został przez Niemców odcięty. Po kilku potyczkach z wrogiem przebił się ze szwadronem 7 września do Ośrodka Zapasowego Suwalskiej i Podlaskiej Brygad Kawalerii w Wołkowysku, gdzie po reorganizacji szwadronu, został przydzielony do tworzonego 102 pułku ułanów w składzie Rezerwowej Brygady Kawalerii „Wołkowysk”, gdzie objął funkcję zastępcy dowódcy 102 pułku ułanów.
17 września 1939 roku 102 pułk ułanów przesuwał się trasą w kierunku Mosty – Ostryna. Po agresji sowieckiej, od 19 września 1939 roku pułk kontynuował marsz w kierunku Wilna, dotarł do Grodna i uczestniczył w jego obronie. Wziął udział w walkach z sowietami w rejonie Sopoćkin, 22 września 1939 roku skąd wycofał się za Kanał Augustowski. 23 września gen. Wacław Jan Przeździecki wydał rozkaz nakazujący przekroczenie granicy z Litwą. Stanisław Sołtykiewicz, wraz z grupą oficerów i podoficerów, postanowił odłączyć się od 102 pułku ułanów i zameldował się w Podmacharcach u mjr. Henryka Dobrzańskiego by kontynuować dalszą walkę w szeregach 110 Rezerwowego pułku ułanów. Jednak niedługo później pułk został zdemobilizowany.
Znalazł się w grupie oficerów i żołnierzy zdecydowanych na kontynuowanie walki z wrogiem. Utworzono oddział, którego dowództwo objął mjr Henryk Dobrzański, a rotmistrz Stanisław Sołtykiewicz objął funkcję zastępcy dowódcy oddziału. Uczestniczył w przebijaniu się z Białostocczyzny przez Puszczę Kozienicką w kierunku Gór Świętokrzyskich. Po potyczce z Niemcami we wsi Wólka, stoczonej 3 października 1939 roku postanowił opuścić oddział. Następnie przedostał się przez granicę na Węgry a stamtąd na Zachód, gdzie podjął służbę w PSZ.
Po klęsce Francji, ewakuowany do Wielkiej Brytanii, gdzie w Szkocji służył w I Korpusie Polskim. Po zakończeniu wojny do 1947 r. służył w Korpusie Przysposobienia i Rozmieszczenia. Zmarł w Londynie 25 marca 1955. Został pochowany na Cmentarzu Brompton w Londynie.

## Ordery i odznaczenia
- Krzyż Srebrny Orderu Wojskowego Virtuti Militari nr 5365 (1922)[1]
- Krzyż Niepodległości
- Krzyż Walecznych – dwukrotnie[2]
- Srebrny Krzyż Zasługi[3]
- Krzyż Zasługi Wojsk Litwy Środkowej[2]
- Medal Wojska[4]
- Odznaka Pamiątkowa 23 pułku Ułanów Grodzieńskich[5]
- Odznaka Pamiątkowa 81 Pułku Strzelców Grodzieńskich im.Króla Stefana Batorego[5]